# Gare de Taiyuan
La gare de Taiyuan (chinois simplifié : 太原站 ; pinyin : tàiyuán zhàn) est une gare ferroviaire des lignes Datong – Puzhou et Shijiazhuang – Taiyuan, ainsi que de la LGV Shijiazhuang - Taiyuan (en). La gare est située dans le district de Yingze, à Taiyuan, dans la province du Shanxi, en Chine.
La gare sera desservie par le métro de Taiyuan, en construction.

## Histoire
Les travaux de construction ont commencé en 1904, et la gare a été achevée en 1907.